# Crytea nairobiensis
Crytea nairobiensis är en stekelart som först beskrevs av Heinrich 1936.  Crytea nairobiensis ingår i släktet Crytea och familjen brokparasitsteklar.

## Underarter
Arten delas in i följande underarter:
- C. n. perrubra
- C. n. rubricaput